# Roncus svetavodae
Espèce
Roncus svetavodae est une espèce de pseudoscorpions de la famille des Neobisiidae.

## Distribution
Cette espèce est endémique de Serbie. Elle se rencontre à Lis dans la grotte Pečina Sveta Voda.

## Description
La femelle holotype mesure 2,31 mm.

## Étymologie
Son nom d'espèce lui a été donné en référence au lieu de sa découverte, la grotte Pečina Sveta Voda.

## Publication originale
- Ćurčić & Dimitrijević, 2002 : On two new cave pseudoscorpions: Roncus svetavodae n. sp. snd R. virovensis n. sp. (Neobisiidae, pseudoscorpiones) from southwestern Serbia. Archives of Biological Sciences, vol. 54, no 1/2, p. 35-42.